# غويلرمو رودريغيز
غويلرمو رودريغيز (بالإسبانية: Guillermo Rodríguez)‏ هو لاعب كرة قاعدة فنزويلي، ولد في 15 مايو 1978 في باركيسيميتو في فنزويلا.

## وصلات خارجية
- غويلرمو رودريغيز على موقع دوري كرة القاعدة الرئيسي (الإنجليزية)
- غويلرمو رودريغيز على موقعبيزبول رفرنس.كوم (الدوري الرئيسي) (الإنجليزية)
- غويلرمو رودريغيز على موقعبيزبول رفرنس.كوم (الدوري الثانوي) (الإنجليزية)
- غويلرمو رودريغيز على موقع إي إس بي إن.كوم (أم.أل.بي) (الإنجليزية)
- غويلرمو رودريغيز على موقع مشجعي الرسوم البيانية (الإنجليزية)